# Louis Noebe
Louis Ernst Johann Theodor Noebe (* 18. April 1843 in Güstrow; † 1931 in Bad Homburg) war ein deutscher Cellist und Geigenbauer.

## Leben
Louis Noebe war ein Sohn des Güstrower Domorganisten und Orgelbauers Carl Noebe. Sein Onkel, (Johann) Friedrich (Leonhard) Nöbe (1799–1871), war als Violoncellist  Hofmusicus und Mitglied der Hofkapelle von Mecklenburg-Strelitz in Neustrelitz.
Von 1862 bis 1865 studierte er Cellospiel bei Louis Lübeck und Kontrapunkt bei Oscar Paul am Leipziger Konservatorium, der heutigen Hochschule für Musik und Theater „Felix Mendelssohn Bartholdy“ Leipzig. Danach war er einige Zeit Cellist im Gewandhausorchester und in der Hofkapelle Weimar.
Als Solocellist spielte er in Bad Homburg sowie in den Museumskonzerten in Frankfurt am Main. Hans von Bülow konzertierte mehrfach solistisch mit ihm.  Ab 1883 lehrte er Cellospiel am Raff-Konservatorium.
Schon 1876 gab er seine Stelle als Solocellist auf und gründete eine Werkstatt für Geigen-, Bratschen- und Cellobau. Er experimentierte mit verschiedenen Verbesserungen im Geigenbau, die er sich als Schutzmarke System Noebe schützen ließ. Nach Ansicht seines Zeitgenossen (und Konkurrenten) Otto Migge „besteht dieses System in einer mehr elliptischen Form des Geigenkörpers und einer größeren Dicke des Bodens am Standort der Stimme. Diese Stelle ist als eine Erhöhung in der Größe eines Markstückes sichtbar und hat die Wirkung, der Stimme einen größeren Widerstand entgegenzusetzen, wodurch die Schwingungen der Decke energischer werden; der Boden selbst wird aber nicht genügend in Schwingungen versetzt. Man kann also sagen, die Decke tritt nur mit der eingeschlossenen Luft in Wechsel wirkung, wie dies auch der Fall sein würde bei einem dicken Boden, welcher in einer ganzen Fläche gleich dick ist. Der Ton wird dadurch zwar stark aber unedel. Der zu weiche Lack, den Herr Noebe an seinen Instrumenten verwendete, hat auch sein Möglichstes gethan, um den anfangs starken Ton auf nur kurze Zeit zu beschränken“. Willibald Leo von Lütgendorff-Leinburg urteilte, dass sich die Werkstatt eines guten Rufs erfreue, aber: „Mehrere von ihm gemachte Erfindungen, so ein Induktionsbalken, scheinen sich nicht dauernd bewährt zu haben.“ Heutige Darstellungen charakterisieren das System Noebe vor allem als einen modifizierten Bassbalken.
Zu Noebes Kunden zählten Pablo de Sarasate, August Wilhelmj, Isidore de Swert (1830–1896), Leopold Auer, David Popper, Bernhard Cossmann, Ernest de Munck und Jenő Hubay.
Er experimentierte auch mit Neuerungen im Klavierbau und stellte 1893 ein von ihm entwickeltes vierteiliges Koppelpedal vor.

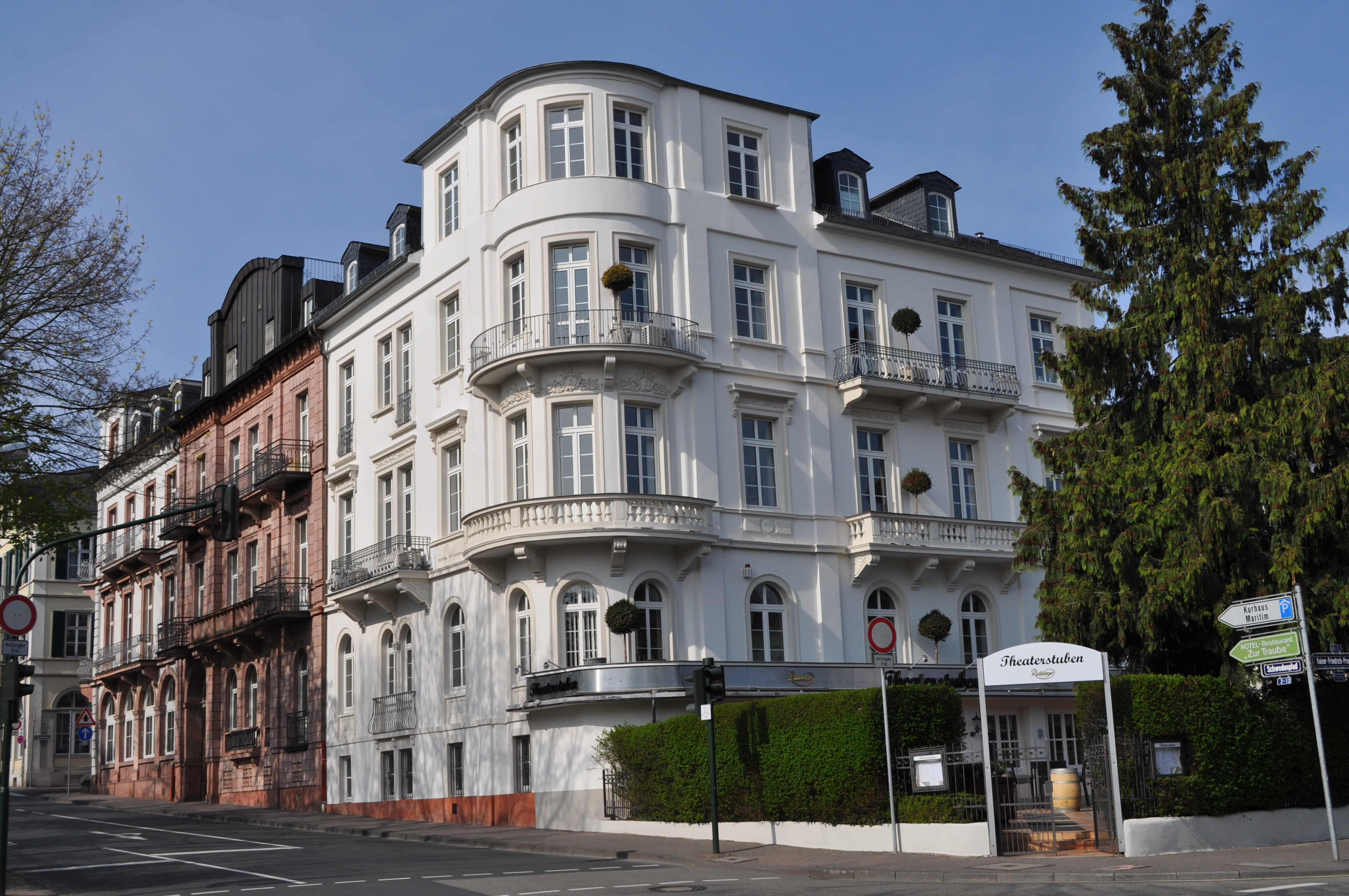
Kaiser-Friedrich-Promenade 45

In Bad Homburg besaß Noebe das Haus Kaiser-Friedrich-Promenade Nr. 45. Das heute denkmalgeschützte Gebäude, in dem er auch als Logiswirt Zimmer an Kurgäste vermietete, war zu unterschiedlichen Zeiten als Haus Noebe, Maison Noebe oder Villa Noebe bekannt.
Zum 100. Jubiläum des Museums 2016 konnte das Städtische historische Museum Bad Homburg im Gotischen Haus eine Geige von Louis Noebe erwerben.